# Napoleoniada
Napoleoniada – książka Waldemara Łysiaka wydana w 1990 roku nakładem Wydawnictwa Radia i Telewizji. W 1998 roku nakładem wydawnictwa Ex Libris ukazało się drugie wydanie książki. Publikacja ta jest zbiorem esejów, artykułów, felietonów, reportaży, wywiadów, opowiadań związanych z epoką napoleońską. ISBN 83-87071-02-1